# Шэньчжоу (космическая программа)

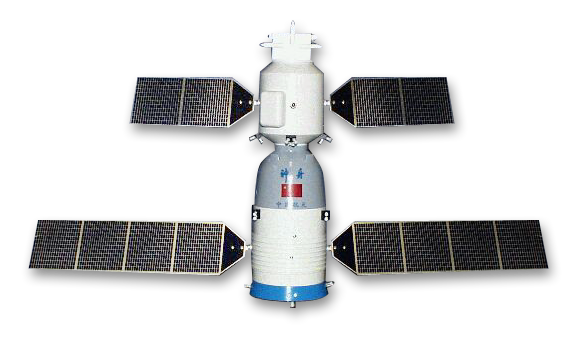

Шэньчжоу (кит. упр. 神舟, пиньинь Shénzhōu, «Волшебная ладья»/«Священный челнок») — третья программа космических пилотируемых полётов КНР по созданию и эксплуатации серии пилотируемых космических кораблей «Шэньчжоу».
Работы по программе начались в 1992 году: 21 сентября 1992 года Постоянный комитет Политбюро ЦК КПК рассмотрел и одобрил постановление «Запросы указаний касательно разработки Китаем программы космических пилотируемых кораблей» (кит. упр. 关于开展我国载人飞船工程研制的请示), дав старт проекту пилотируемой космонавтики, получившему название «Проект 921» («921» — по дате выхода постановления), и утвердив три этапа этого проекта. Первый пилотируемый полёт корабля «Шэньчжоу-5» сделал Китай в 2003 году третьей в мире страной, самостоятельно отправившей человека в космос. Две предыдущие китайские пилотируемые программы — «Шугуан» (конца 1960-х — начала 1970-х) и пилотируемый FSW (конца 1970-х — начала 1980-х) — были прекращены, не достигнув цели. 26 ноября 2004 года в честь серии космических кораблей «Шэньчжоу» был назван астероид (8256) Шэньчжоу.
Генеральный конструктор программы — Чжоу Цзяньпин, ранее — Ци Фажэнь и Ван Юнчжи.

## Программа
Мы будем непоколебимо продвигаться вперед к установленной цели и внесем должный вклад в освоение и использование человеком космоса.
Включает три этапа:
- запуск беспилотных и пилотируемых космических кораблей на околоземную орбиту при обеспечении гарантированного возвращения спускаемых аппаратов на Землю;
- выход тайконавтов в открытый космос, создание автономной космической станции для кратковременного пребывания экспедиций;
- создание крупных космических станций для долговременного пребывания экспедиций.

На 2022 год первый и второй этапы успешно пройдены, третий — реализуется.

## Отряды космонавтов
5 января 1998 года был сформирован корпус космонавтов НОАК. Приняв во внимание опыт СССР и США, первые два отряда космонавтов Китай формировал из военных лётчиков. Из 1500 наиболее отличившихся лётчиков ВВС КНР был отобран первый отряд космонавтов из 14 человек. Второй отряд был сформирован в мае 2010 года: к первому добавилось 7 лётчиков-истребителей. В сформированный в 2020 году новый, третий отряд из 18 человек кроме лётчиков вошли научные работники и инженеры научно-исследовательских институтов и высших учебных заведений.

## Выполненные миссии
Серым цветом выделены непилотируемые миссии.

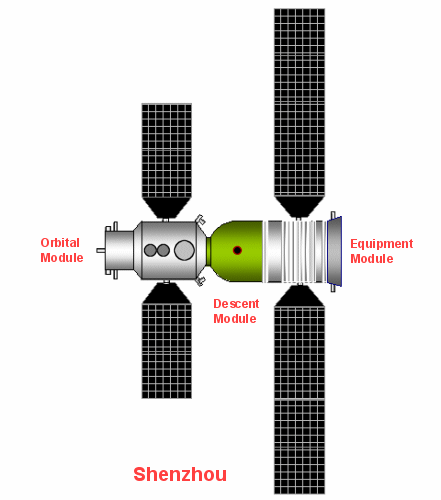

| Миссия              | Эмблема       | Запуск                      | Продолжительность           | Посадка                | Экипаж       | Заметки |
| ------------------- | ------------- | --------------------------- | --------------------------- | ---------------------- | ------------ | --- |
| Шэньчжоу-1          | -             | 19 ноября 1999 года         | 22 часа 11 минут            | 20 ноября 1999         | -            | Тестовый полёт нового космического корабля «Шэньчжоу».                                                                                    |
| Шэньчжоу-2          | -             | 9 января 2001               | 7 суток 10 часов 22 минуты  | 16 января 2001         | -            | Научные эксперименты с живыми организмами.                                                                                                |
| Шэньчжоу-3          | -             | 25 марта 2002               | 6 суток 18 часов 51 минута  | 1 апреля 2002          | -            | Эксперименты по имитации полета человека (манекен).                                                                                       |
| Шэньчжоу-4          | -             | 29 декабря 2002             | 7 суток 10 часов 22 минуты  | 5 января 2003          | -            | Эксперименты по имитации полета человека (манекен в скафандре).                                                                           |
| Шэньчжоу-5          |               | 15 октября 2003             | 21 час 22 минуты            | 15 октября 2003        | Ян Ливэй     | Первый китайский пилотируемый полёт. |
| Шэньчжоу-6          |               | 12 октября 2005             | 4 суток 19 часов 33 минуты  | 16 октября 2005        | Фэй Цзюньлун | Первый космический полёт двух тайконавтов.                                                                                                |
| Шэньчжоу-6          | Не Хайшэн     | 12 октября 2005             | 4 суток 19 часов 33 минуты  | 16 октября 2005        |              | Первый космический полёт двух тайконавтов.                                                                                                |
| Шэньчжоу-7          |               | 25 сентября 2008            | 2 суток 20 часов 27 минут   | 28 сентября 2008       | Лю Бомин     | Первый космический полёт трех тайконавтов. Первый выход в открытый космос (17 мин).                                                       |
| Шэньчжоу-7          | Чжай Чжиган   | 25 сентября 2008            | 2 суток 20 часов 27 минут   | 28 сентября 2008       |              | Первый космический полёт трех тайконавтов. Первый выход в открытый космос (17 мин).                                                       |
| Шэньчжоу-7          | Цзин Хайпэн   | 25 сентября 2008            | 2 суток 20 часов 27 минут   | 28 сентября 2008       |              | Первый космический полёт трех тайконавтов. Первый выход в открытый космос (17 мин).                                                       |
| Шэньчжоу-8          | -             | 31 октября 2011             | 16 суток 13 часов 34 минуты | 3 ноября 2011          | -            | Отработка технологии сближения и стыковки с орбитальной станцией «Тяньгун-1».                                                             |
| Шэньчжоу-9          |               | 16 июня 2012                | 12 суток 15 часов 24 минуты | 29 июня 2012           | Цзин Хайпэн  | Первая экспедиция и стыковка с космическим модулем «Тяньгун-1». Первая женщина-тайконавт. Произведены научные и технические эксперименты. |
| Шэньчжоу-9          | Лю Ван        | 16 июня 2012                | 12 суток 15 часов 24 минуты | 29 июня 2012           |              | Первая экспедиция и стыковка с космическим модулем «Тяньгун-1». Первая женщина-тайконавт. Произведены научные и технические эксперименты. |
| Шэньчжоу-9          | Лю Ян         | 16 июня 2012                | 12 суток 15 часов 24 минуты | 29 июня 2012           |              | Первая экспедиция и стыковка с космическим модулем «Тяньгун-1». Первая женщина-тайконавт. Произведены научные и технические эксперименты. |
| Шэньчжоу-10         |               | 11 июня 2013                | 14 суток 14 часов 29 минут  | 26 июня 2013           | Не Хайшэн    | Успешная стыковка с космической лабораторией «Тяньгун-1», также произведена отработка ручного режима стыковки. Вторая женщина-тайконавт.  |
| Шэньчжоу-10         | Чжан Сяогуан  | 11 июня 2013                | 14 суток 14 часов 29 минут  | 26 июня 2013           |              | Успешная стыковка с космической лабораторией «Тяньгун-1», также произведена отработка ручного режима стыковки. Вторая женщина-тайконавт.  |
| Шэньчжоу-10         | Ван Япин      | 11 июня 2013                | 14 суток 14 часов 29 минут  | 26 июня 2013           |              | Успешная стыковка с космической лабораторией «Тяньгун-1», также произведена отработка ручного режима стыковки. Вторая женщина-тайконавт.  |
| Шэньчжоу-11         |               | 16 октября 2016             | 32 суток 6 часов 13 минут   | 18 ноября 2016         | Цзин Хайпэн  | Успешная стыковка с космической лабораторией «Тяньгун-2». Выполнение экспериментов в невесомости.                                         |
| Шэньчжоу-11         | Чэнь Дун      | 16 октября 2016             | 32 суток 6 часов 13 минут   | 18 ноября 2016         |              | Успешная стыковка с космической лабораторией «Тяньгун-2». Выполнение экспериментов в невесомости.                                         |
| Шэньчжоу-12         |               | 17 июня 2021                | 92 суток 4 часа 11 минут    | 17 сентября 2021       | Не Хайшэн    | Успешная стыковка с базовым модулем «Тяньхэ» орбитальной станции «Тяньгун».                                                               |
| Шэньчжоу-12         | Лю Бомин      | 17 июня 2021                | 92 суток 4 часа 11 минут    | 17 сентября 2021       |              | Успешная стыковка с базовым модулем «Тяньхэ» орбитальной станции «Тяньгун».                                                               |
| Шэньчжоу-12         | Тан Хунбо     | 17 июня 2021                | 92 суток 4 часа 11 минут    | 17 сентября 2021       |              | Успешная стыковка с базовым модулем «Тяньхэ» орбитальной станции «Тяньгун».                                                               |
| Шэньчжоу-13         |               | 16 октября 2021             | 182 суток 9 часов 32 минуты | 16 апреля 2022         | Чжай Чжиган  | Успешная стыковка с базовым модулем «Тяньхэ» орбитальной станции «Тяньгун».                                                               |
| Шэньчжоу-13         | Ван Япин      | 16 октября 2021             | 182 суток 9 часов 32 минуты | 16 апреля 2022         |              | Успешная стыковка с базовым модулем «Тяньхэ» орбитальной станции «Тяньгун».                                                               |
| Шэньчжоу-13         | Е Гуанфу      | 16 октября 2021             | 182 суток 9 часов 32 минуты | 16 апреля 2022         |              | Успешная стыковка с базовым модулем «Тяньхэ» орбитальной станции «Тяньгун».                                                               |
| Шэньчжоу-14         |               | 5 июня 2022                 | 182 суток 9 часов 25 минуты | 4 декабря 2022         | Чэнь Дун     | Успешная стыковка с базовым модулем «Тяньхэ» орбитальной станции «Тяньгун».                                                               |
| Шэньчжоу-14         | Лю Ян         | 5 июня 2022                 | 182 суток 9 часов 25 минуты | 4 декабря 2022         |              | Успешная стыковка с базовым модулем «Тяньхэ» орбитальной станции «Тяньгун».                                                               |
| Шэньчжоу-14         | Цай Сюйчжэ    | 5 июня 2022                 | 182 суток 9 часов 25 минуты | 4 декабря 2022         |              | Успешная стыковка с базовым модулем «Тяньхэ» орбитальной станции «Тяньгун».                                                               |
| Шэньчжоу-15         |               | 29 ноября 2022              | 186 суток 7 часов 24 минуты | 3 июня 2023            | Фэй Цзюньлун | Успешная стыковка с базовым модулем «Тяньхэ» орбитальной станции «Тяньгун».                                                               |
| Шэньчжоу-15         | Дэн Цинмин    | 29 ноября 2022              | 186 суток 7 часов 24 минуты | 3 июня 2023            |              | Успешная стыковка с базовым модулем «Тяньхэ» орбитальной станции «Тяньгун».                                                               |
| Шэньчжоу-15         | Чжан Лу       | 29 ноября 2022              | 186 суток 7 часов 24 минуты | 3 июня 2023            |              | Успешная стыковка с базовым модулем «Тяньхэ» орбитальной станции «Тяньгун».                                                               |
| Шэньчжоу-16         |               | 30 мая 2023                 | 150 суток 22 часа 40 минут  | 31 октября 2023        | Цзин Хайпэн  | Успешная стыковка с базовым модулем «Тяньхэ» орбитальной станции «Тяньгун».                                                               |
| Шэньчжоу-16         | Чжу Янчжу     | 30 мая 2023                 | 150 суток 22 часа 40 минут  | 31 октября 2023        |              | Успешная стыковка с базовым модулем «Тяньхэ» орбитальной станции «Тяньгун».                                                               |
| Шэньчжоу-16         | Гуй Хайчао    | 30 мая 2023                 | 150 суток 22 часа 40 минут  | 31 октября 2023        |              | Успешная стыковка с базовым модулем «Тяньхэ» орбитальной станции «Тяньгун».                                                               |
| Шэньчжоу-17         |               | 26 октября 2023\|           | 187 суток 6 часов 32 минуты | 30 апреля 2024         | Тан Хунбо    | Успешная стыковка с базовым модулем «Тяньхэ» орбитальной станции «Тяньгун».                                                               |
| Шэньчжоу-17         | Тан Шэнцзе    | 26 октября 2023\|           | 187 суток 6 часов 32 минуты | 30 апреля 2024         |              | Успешная стыковка с базовым модулем «Тяньхэ» орбитальной станции «Тяньгун».                                                               |
| Шэньчжоу-17         | Цзян Синьлинь | 26 октября 2023\|           | 187 суток 6 часов 32 минуты | 30 апреля 2024         |              | Успешная стыковка с базовым модулем «Тяньхэ» орбитальной станции «Тяньгун».                                                               |
| Шэньчжоу-18         |               | 25 апреля 2024              | 192 суток 04 часа 25 минут  | 3 ноября 2024          | Е Гуанфу     | Успешная стыковка с базовым модулем «Тяньхэ» орбитальной станции «Тяньгун».                                                               |
| Шэньчжоу-18         | Ли Цун        | 25 апреля 2024              | 192 суток 04 часа 25 минут  | 3 ноября 2024          |              | Успешная стыковка с базовым модулем «Тяньхэ» орбитальной станции «Тяньгун».                                                               |
| Шэньчжоу-18         | Ли Гуансу     | 25 апреля 2024              | 192 суток 04 часа 25 минут  | 3 ноября 2024          |              | Успешная стыковка с базовым модулем «Тяньхэ» орбитальной станции «Тяньгун».                                                               |
| Шэньчжоу-19         |               | 29 октября 2024             | более 180 суток             | 30 апреля 2025         | Цай Сюйчжэ   | Успешная стыковка с базовым модулем «Тяньхэ» орбитальной станции «Тяньгун».                                                               |
| Шэньчжоу-19         | Сун Линдун    | 29 октября 2024             | более 180 суток             | 30 апреля 2025         |              | Успешная стыковка с базовым модулем «Тяньхэ» орбитальной станции «Тяньгун».                                                               |
| Шэньчжоу-19         | Ван Хаоцзэ    | 29 октября 2024             | более 180 суток             | 30 апреля 2025         |              | Успешная стыковка с базовым модулем «Тяньхэ» орбитальной станции «Тяньгун».                                                               |
| Шэньчжоу-20         |               | 24 апреля 2024              | 180 суток (план)            | IV квартал 2025 (план) | Чэнь Дун     | Успешная стыковка с базовым модулем «Тяньхэ» орбитальной станции «Тяньгун».                                                               |
| Шэньчжоу-20         | Ван Цзе       | 24 апреля 2024              | 180 суток (план)            | IV квартал 2025 (план) |              | Успешная стыковка с базовым модулем «Тяньхэ» орбитальной станции «Тяньгун».                                                               |
| Шэньчжоу-20         | Чэнь Чжунжуй  | 24 апреля 2024              | 180 суток (план)            | IV квартал 2025 (план) |              | Успешная стыковка с базовым модулем «Тяньхэ» орбитальной станции «Тяньгун».                                                               |
| Планируемые запуски |               |                             |                             |                        |              | |
| Шэньчжоу-21         |               | IV квартал 2025 года (план) | 180 суток (план)            | II квартал 2026 (план) | -            | Запланирована стыковка с базовым модулем «Тяньхэ» орбитальной станции «Тяньгун».                                                          |
| Шэньчжоу-21         | -             | IV квартал 2025 года (план) | 180 суток (план)            | II квартал 2026 (план) |              | Запланирована стыковка с базовым модулем «Тяньхэ» орбитальной станции «Тяньгун».                                                          |
| Шэньчжоу-21         | -             | IV квартал 2025 года (план) | 180 суток (план)            | II квартал 2026 (план) |              | Запланирована стыковка с базовым модулем «Тяньхэ» орбитальной станции «Тяньгун».                                                          |
| Шэньчжоу-22         |               | II квартал 2026 года (план) | 180 суток (план)            | IV квартал 2026 (план) | -            | Запланирована стыковка с базовым модулем «Тяньхэ» орбитальной станции «Тяньгун».                                                          |
| Шэньчжоу-22         | -             | II квартал 2026 года (план) | 180 суток (план)            | IV квартал 2026 (план) |              | Запланирована стыковка с базовым модулем «Тяньхэ» орбитальной станции «Тяньгун».                                                          |
| Шэньчжоу-22         | -             | II квартал 2026 года (план) | 180 суток (план)            | IV квартал 2026 (план) |              | Запланирована стыковка с базовым модулем «Тяньхэ» орбитальной станции «Тяньгун».                                                          |
| Шэньчжоу-23         |               | IV квартал 2026 года (план) | 180 суток (план)            | -                      | -            | Запланирована стыковка с базовым модулем «Тяньхэ» орбитальной станции «Тяньгун».                                                          |
| Шэньчжоу-23         | -             | IV квартал 2026 года (план) | 180 суток (план)            | -                      |              | Запланирована стыковка с базовым модулем «Тяньхэ» орбитальной станции «Тяньгун».                                                          |
| Шэньчжоу-23         | -             | IV квартал 2026 года (план) | 180 суток (план)            | -                      |              | Запланирована стыковка с базовым модулем «Тяньхэ» орбитальной станции «Тяньгун».                                                          |

### Шэньчжоу-1
Нахождение на орбите: 20.11.1999 — 21.11.1999. Необитаемый космический аппарат находился на орбите 21 ч. 11 мин. и сделал 14 витков вокруг Земли. Спускаемый модуль совершил посадку в степях Внутренней Монголии.

### Шэньчжоу-2
Нахождение на орбите: 10.01.2001 — 17.01.2001. Беспилотный аппарат совершил 108 витков. В ходе полёта на борту аппарата проводились эксперименты над полевыми мышами и мухами-дрозофилами, направленные на обеспечение первого пилотируемого полёта.

### Шэньчжоу-3
Нахождение на орбите: 25.03.2002 — 01.04.2002. Беспилотный аппарат с аппаратурой по контролю за жизнедеятельностью человека был запущен ракетой-носителем Чанчжэн-2F.

### Шэньчжоу-4
Нахождение на орбите: 30.12.2002 — 05.01.2003. Беспилотный аппарат.

### Шэньчжоу-5
Нахождение на орбите: 15.10.2003. Первый пилотируемый полёт китайского космического аппарата: «Шэньчжоу-5» с полковником ВВС НОАК Ян Ливэем совершил 14 витков вокруг Земли.

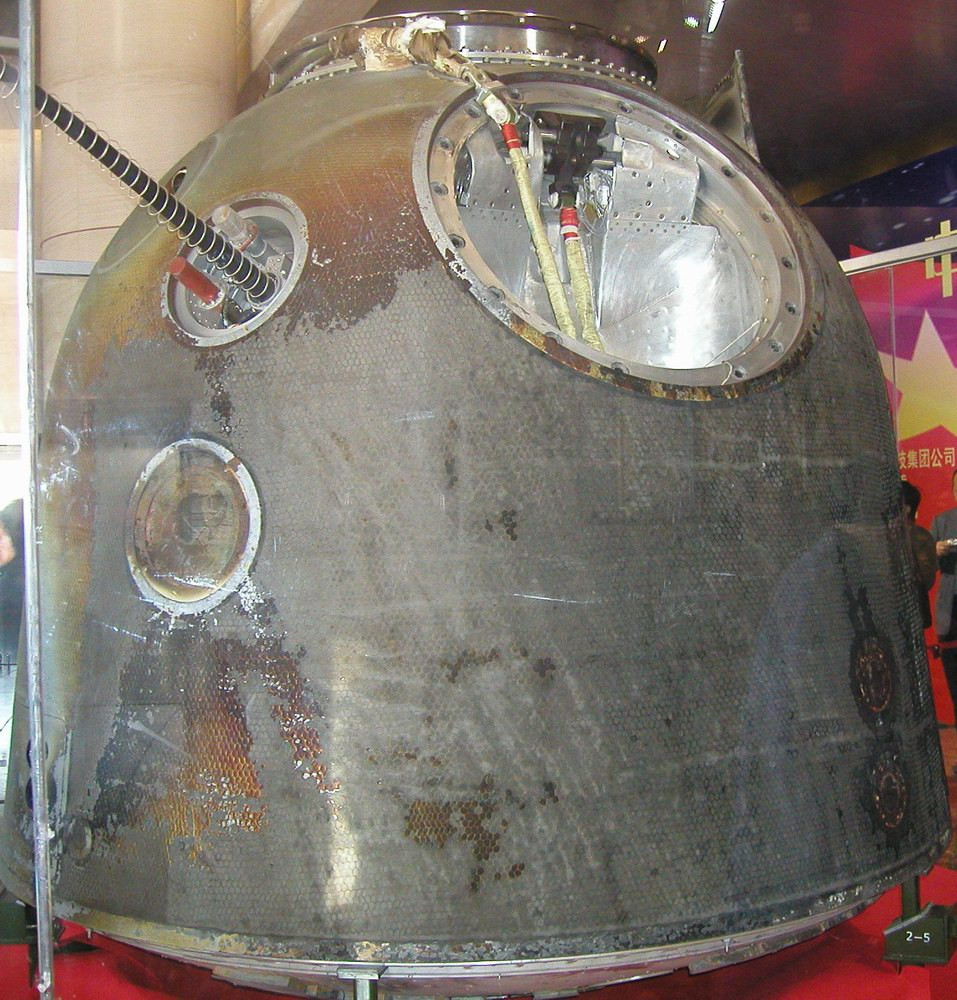
Спускаемый аппарат космического корабля «Шэньчжоу-5»

### Шэньчжоу-6
Нахождение на орбите: 12.10.2005 — 16.10.2005. Второй пилотируемый космический полёт Китая совершили тайконавты Фэй Цзюньлун и Не Хайшэн. «Шэньчжоу-6» стартовал с космодрома «Цзюцюань» в провинции Ганьсу и совершил 30 витков вокруг Земли.

### Шэньчжоу-7
Нахождение на орбите: 25.09.2008 — 28.09.2008. Запуск произведён с космодрома «Цзюцюань», на борту космического аппарата был экипаж из трех тайконавтов (Чжай Чжиган, Цзян Хайпэн и Лю Бомин). В ходе полёта полковник Чжай Чжиган впервые в истории китайской космонавтики совершил 17-минутный выход в открытый космос в скафандре «Фэйтянь». Лю Бомин в российском скафандре «Орлан» страховал Чжая в орбитальном модуле. Весь полёт длился более 70 часов.

### Шэньчжоу-8
Нахождение на орбите с 01.11.2011. Беспилотный. Первый из кораблей серии, который оборудован стыковочным узлом. Программа полёта предусматривает стыковку с первой китайской орбитальной станцией Тяньгун-1.

### Шэньчжоу-9
Старт Шэньчжоу-9 16 июня 2012 года. Экипаж — Цзин Хайпэн, Лю Ван и Лю Ян — первая женщина-тайконавт. Стыковка с орбитальной станцией Тяньгун-1 18 июня — это первая экспедиция на станцию. Посадка 29 июня 2012 года.

### Шэньчжоу-10
Запуск осуществлён 11 июня 2013 года. Экипаж — Не Хайшэн (второй полёт), Чжан Сяогуан и Ван Япин — вторая женщина-тайконавт. 13 июня состоялась стыковка со станцией Тяньгун-1. 20 июня прошла ручная расстыковка и стыковка со станцией. Посадка прошла 26 июня.

### Шэньчжоу-11
Запуск осуществлён 16 октября 2016 года в 23:30 UTC. Экипаж: Цзин Хайпэн (3-й космический полёт) и Чэнь Дун (1-й космический полёт). После выхода на орбиту была произведена успешная стыковка корабля с космической лабораторией «Тяньгун-2». 18 ноября 2016 года полет успешно завершен.

### Шэньчжоу-12
Запуск состоялся 17 июня 2021 года, с тремя тайконавтами на борту. Экипаж — Не Хайшэн (третий полёт), Лю Бомин (второй полёт) и Тан Хунбо. Стыковка с основным отсеком китайской орбитальной станции прошла успешно. Посадка 17 сентября 2021 года.

### Шэньчжоу-13
Запуск состоялся 16 октября 2021 года, с тремя тайконавтами на борту. Экипаж — Чжай Чжиган (второй полёт), Ван Япин (второй полёт), Е Гуанфу. Проведено 2 выхода в открытый космос, Ван Япин стала первой женщиной-тайконавтом, работавшей в открытом космосе. Корабль приземлился 16 апреля 2022 в 9:56 (пекинское время).

### Шэньчжоу-14
Запуск состоялся 5 июня 2022 года, с тремя тайконавтами на борту. Экипаж — Чэнь Дун (второй полёт), Лю Ян (второй полёт), Цай Сюйчжэ (первый полёт). Успешня посадка состоялась 4 декабря 2022 года.

### Шэньчжоу-15
Запуск к станции «Тяньгун» состоялся 29 ноября 2022 года. Экипаж — Фэй Цзюньлун (второй полёт), Дэн Цинмин (первый полёт), Чжан Лу (первый полёт). Экипаж корабля совершил первую «встречу на орбите» и «пересменку» в истории китайской космонавтики: несколько дней на станции, выросшей до трёх модулей с пристыкованными к ним кораблями, будут одновременно работали 6 космонавтов.

### Шэньчжоу-16
Запуск к станции «Тяньгун» состоялся 30 мая 2023 года. Экипаж Цзин Хайпэн (четвертый полёт), Чжу Янчжу (первый полёт), Гуй Хайчао (первый полёт).

### Шэньчжоу-17
Запуск к станции «Тяньгун» состоялся 26 октября 2023 года. Экипаж Тан Хунбо (второй полёт), Тан Шэнцзе (первый полёт), Цзян Синьлинь (первый полёт).

### Шэньчжоу-18
Запуск к станции «Тяньгун» состоялся 25 апреля 2024 года. Экипаж Е Гуанфу (второй полёт), Ли Цун (первый полёт), Ли Гуансу (первый полёт).

### Шэньчжоу-19
Запуск к станции «Тяньгун» состоялся 29 октября 2024 года. Экипаж Цай Сюйчжэ (второй полёт), Сун Линдун (первый полёт), Ван Хаоцзэ (первый полёт).

### Шэньчжоу-20
Запуск к станции «Тяньгун» состоялся 24 апреля 2025 года. Экипаж Чэнь Дун (третий полёт), Чэнь Чжунжуй (первый полёт), Ван Цзе  (первый полёт).

## Ракета-носитель
Космические корабли «Шэньчжоу» выводятся на орбиту ракетой-носителем семейства «Чанчжэн» CZ-2F (Чанчжэн-2)), разработанной специально для пилотируемых кораблей. Длина CZ-2F — 58,3 м, стартовая масса — 479,8 т, топливо — несимметричный диметилгидразин (НДМГ, «гептил»), окислитель — азотный тетраоксид (АТ, «амил»).

## Влияние на экономику КНР
17 апреля 2022 года глава Управления программы пилотируемых космических полетов КНР Хао Чунь (郝淳) сообщил, что предварительные данные показывают: за тридцать лет реализации программы свыше 4 тысяч научно-технических достижений, связанных с ней применены в экономике КНР. В частности, доход, полученный от космической селекции перешагнул рубеж в 200 млрд юаней.